# Abbadia Cerreto
Abbadia Cerreto ist eine Gemeinde mit 273 Einwohnern (Stand 31. Dezember 2023) in der Provinz Lodi in der italienischen Region Lombardei.

## Ortsteile
Im Gemeindegebiet liegen neben dem Hauptort die Wohnplätze Isella und San Cipriano.

## Sehenswürdigkeiten
- Pfarrkirche San Pietro (12. Jahrhundert)
- Kloster Cerreto